# Rusenii Răzeși, Bacău
Rusenii Răzeși este un sat în comuna Plopana din județul Bacău, Moldova, România.